# Magnificat (Bruckner)
Pour les articles homonymes, voir Magnificat (homonymie).
Le Magnificat, WAB 24, est une mise en musique du Magnificat pour chœur mixte et solistes, orchestre et orgue, réalisée par Anton Bruckner en 1852.

## Historique
Bruckner composa l'œuvre pour les vêpres de la fête de l'Assomption de Marie. Il a dédicacé l'œuvre à Ignaz Traumihler, le maître des chœurs de l'Abbaye de Saint-Florian.
L'œuvre a été créée le 15 août 1852 à Saint-Florian. Malgré le fait que Traumihler était un fervent adepte du Mouvement cécilien, l'œuvre est restée dans le répertoire de l'Abbaye. D'autres exécutions ont eu lieu les 25 décembre 1852, 15 mai 1854, 25 décembre 1854 et 27 mai 1855,.
L'œuvre, dont le manuscrit est stocké dans l'archive de l'Abbaye, a d'abord été éditée dans le Volume II/2, p. 99-110 de la biographie Göllerich/Auer. Elle a été éditée en édition critique par Paul Hawkshaw en 1996 dans le Volume XX/3 de la Bruckner Gesamtausgabe,,.
Le 25 juin 2017, la première d'une édition par Benjamin-Gunnar Cohrs, destinée à être incluse dans la Anton Bruckner Urtext Gesamtausgabe, a été exécutée par Łukasz Borowicz avec le RIAS Kammerchor et l'Akademie für Alte Musik Berlin.

## Composition
L'œuvre, un Allegro moderato de 77 mesures en si bémol majeur est composée pour chœur mixte, solistes et orchestre (2 trompettes en si bémol, timbales et orchestre à cordes sans les violons altos), avec accompagnement d'orgue en basse chiffrée.
Le premier verset (Magnificat) est chanté par la soliste soprano. Les versets suivants sont chantés sur le mode d'un Arioso en alternance par les solistes et le chœur.
La partition, qui se poursuit par la doxologie Gloria Patri, commence par un unisson sur "Gloria Patri", reprend ensuite la mélodie du premier verset sur "Sicut erat", et se termine par un "Amen" fugué de 23 mesures,. D'une durée moyenne de 5 minutes.
L'influence de Mozart est évidente, lorsqu'on compare l'œuvre avec les Vêpres de Mozart K. 321 et K. 339,.

## Discographie
Le premier enregistrement du Magnificat de Bruckner eu lieu en 1984 :
- Jürgen Jürgens, Anton Bruckner - Music of the St. Florian Period, Monteverdi-Chor et Orchestre de chambre d'Israël – LP : Jerusalem Records ATD 8503 (Bruckner Archive Production), 1984. Pour cet enregistrement, une partition a été spécialement préparée par William Carragan et David Aldeborgh[9]. Ce LP a été transféré par John Berky sur CD : BSVD-0109, 2011

Il existe trois autres enregistrements de l'œuvre :
- Franz Farnberger, Anton Bruckner in St. Florian - Requiem & Motetten, Sankt Florianer Sängerknaben et Instrumentalensemble Sankt Florian – CD : Studio SM D2639 SM 44, 1997. Cet enregistrement, effectué dans l'abbaye de Saint-Florian, procure un parfum d'authenticité.
- Thomas Kerbl, Anton Bruckner – Lieder | Magnificat, Chorvereinigung Bruckner 2011 et Kammerorchester der Anton Bruckner Privatuniversität Linz – CD : Bruckner Haus LIVA 046, 2011[10]
- Łukasz Borowicz, RIAS Kammerchor, Akademie für Alte Musik Berlin, Raphael Alpermann (orgue), Anton Bruckner – Missa solemnis – CD: Accentus ACC 30429, 2017 (Édition Cohrs)

## Sources
- August Göllerich, Anton Bruckner. Ein Lebens- und Schaffens-Bild, c. 1922  – édition posthume par Max Auer, G. Bosse, Ratisbonne, 1932
- Anton Bruckner – Sämtliche Werke, Band XX/3: Magnificat (1852), Musikwissenschaftlicher Verlag der Internationalen Bruckner-Gesellschaft, Paul Hawkshaw (Éditeur), Vienne, 1997
- Derek Watson, Bruckner, J. M. Dent & Sons Ltd, Londres, 1975
- Robert Simpson, Essence of Bruckner: An essay towards the understanding of his music, Victor Gollancz Ltd, Londres, 1977
- Uwe Harten, Anton Bruckner. Ein Handbuch. Residenz Verlag, Salzbourg, 1996.  (ISBN 3-7017-1030-9).
- John Williamson, The Cambridge Companion to Bruckner, Cambridge University Press, Cambridge, 2004
- Cornelis van Zwol, Anton Bruckner - Leven en Werken, Thot, Bussum (Pays-Bas), 2012 -  (ISBN 90-686-8590-2)